# اوئرینگ
اوئرینگ (به آلمانی: Oering) یک شهر در آلمان است که در زگه‌برگ واقع شده‌است. اوئرینگ ۱٬۳۲۵ نفر جمعیت دارد.